# Alexis Bay
Alexis Bay är en vik i Kanada.   Den ligger i provinsen Newfoundland och Labrador, i den östra delen av landet, 1 600 km nordost om huvudstaden Ottawa.
Trakten runt Alexis Bay är nära nog obefolkad, med mindre än två invånare per kvadratkilometer.